# Estação Faria Guimarães

A Estação Faria Guimarães é parte do Metro do Porto. Localizada perto do centro da cidade do Porto, é servida pela linha de Gaia operada pela Metro do Porto.